# Nawaszyno
Nawaszyno – miasto w Rosji, w obwodzie niżnonowogrodzkim. W 2010 roku liczyło 16 416 mieszkańców.